# Grad Kamen v Labotski dolini
Grad Kamen v Labotski dolini (nemško Burg Stein im Lavanttal) je bil nekdanji kamnit grad na hribu na 717 m nadmorske višine na skalnem stožcu nad Šentjurijem v Labotski dolini na Koroškem  v Avstriji. Nahaja se približno 15 km vzhodno od Šentandraža v Labotski dolini. Nekdanje ruševine so bile konec 20. stoletja prenovljene in so v privatni lasti. Grad si je mogoče ogledati le od zunaj. 

## Zgodovina
Okolica Kamna je bila v 11. stoletju v lasti škofije Bamberg. Bamberški škof Oton I., ki je stoloval med leti 1109 in 1139 je v bližnjem Šentjuriju dal zgraditi kapelo. Sam grad pa je pripadal salzburški nadškofiji, ki je od tu upravljala svoje posesti v spodnji Labotski dolini. Med letoma 1193 in 1215 se prvič omenja vitez Gotfrit iz Kamna (Steina), torej gradiščan. Proti koncu 12. stoletja so grad imeli gospodje Ptujski, ki so imeli tudi advokatske pravice nad gospostvom. Friderik Ptujski je leta 1215 v gradu izdal neko listino. Takrat je grad imenoval »castro meo stone«. Kmalu pa je bil grad spet v rokah salzburških nadškofov. Leta 1273 je bila predan lavantskemu škofu. Tri leta kasneje je grof Henrik Pfanberški  napadel grad. Škofa Gerharda, s katerim je bil v sporu in se je zatekel v svoj grad Kamen, je ujel in dal zvezati ter trpinčiti. Izpustili so ga šele, ko je grad Kamen predal grofu, ki ga je v veliki meri uničil. Toda še istega leta je bil grad vrnjen salzburški nadškofiji, ki je takoj dala popraviti škodo. V štajerskem plemiškem uporu proti vojvodi Albrehtu I. je salzburški nadškof podprl upornike, zato je cesarski poljski stotnik in vodja plačancev Ulrik Kapeller, dobil ukaz in leta 1289 zavzel grad. Po mirovni pogodbi je bil grad  vrnjen nadškofiji. Leta 1293 ga je ta podelila Rudolfu Fohnsdorfskemu, ki je bil tedaj salzburški vicedom v Brežah. Nato so se desetletja na gradu menjavali najemniki.
Leta 1437 je požar uničil velike dele gradu, vendar so ga do leta 1444 obnovili. Leta 1480 ga je Lenart II. Kollnitski osvojil po ukazu cesarja Friderika III., kar je ponovno povzročilo veliko škodo. Leta 1497 ga je knezo-nadškof Lenart Hodiški (Keutschach) dal ponovno utrditi. Morda je dal tudi razširiti kmečko dvorišče kot poletno rezidenco za lavantinsko-salzburške škofe, saj je bila palas že razrušen in neprimeren za bivanje. Od začetka 18. stoletja je nadškofija uporabljala bolj udobne lokacije, zaradi česar je bil grad zanemarjen. Grad Kamen je ostal v knežji nadškofiji do sekularizacije Salzburga in nato postal državna last. Upravo je prevzela Gospodska zbornica Šentandraža v Labotski dolini. Ohranjanju stavbe pa ni posvečala velike pozornosti, tako da se je njeno propadanje nadaljevalo. Sčasoma so ruševine postale zasebna last, najprej bratov Rosthorn in nato Augusta Theodorja Schütteja. V zadnji četrtini 20. stoletja mu je sledil ing. Helwig Habsburg-Lothringen. Že nekaj časa je spet v meščanski oziroma kmečki lasti. Zadnji lastnik je posest proti koncu 20. stoletja obnovil in jo ponovno usposobil za bivanje.

## Opis gradu
Grajsko obzidje sega v obdobje romanike, vendar je bilo predelano v obdobju gotike in ponovno spremenjeno v 16. stoletju. Takrat so izboljšali statiko z dodajanjem težkih opornikov. Stene so na mnogih mestih preluknjane z zankami. Vzorec ribje kosti (opus spicatum) na spodnjem delu zgodnjeromanskega južnega pročelja kaže na visoko starost kompleksa. Zaradi odlične zidarske tehnike je stavba še vedno v relativno dobrem stanju, čeprav je bila več kot dvesto let nenaseljena. 
Ohranjena je stanovanjski stolpast palacij iz obdobja romanike in deli nekdanje kapele. Na severovzhodnem vogalu palače je romansko kupolasto okno, katerega osrednji steber je bil prenovljen v 20. stoletju. Kapela je imela banjasto obokano in polkrožno apsido. Podolgovata stavba na levi strani ima veliko gotsko klet, katere obok sloni na treh osrednjih stebrih. Dostop do gradu poteka po dolgem lesenem mostu, ki se s severne strani opira na opečnate stebre. Včasih je bil pokrit, danes pa je preprost most. Njegov zadnji del pred grajskimi vrati je bil zasnovan kot dvižni most.